# The Man Within (film 1916)
The Man Within è un cortometraggio muto del 1916 diretto e interpretato da Tom Mix. Di genere western, sceneggiato da E. Lynn Summers su un soggetto di Stanley Stedman, il film aveva come altri interpreti Victoria Forde, Pat Chrisman, Sid Jordan, Joe Ryan.

## Trama
Tom Melford, caposquadra al Double O Ranch, ha il vizio del bere. Quando, al Redwood Hotel, giungono John Gatlin e sua figlia Vi, tra la ragazza e Tom è amore a prima vista. Gatlin compra il ranch tenendo come suo caposquadra Tom, ma scopre presto il suo amore per il whisky. Così, quando Tom e Vi gli annunciano di essersi sposati, infuriato, li butta fuori di casa.

I due sposi hanno una bambina. Un giorno Tom viene chiamato per lavoro a Sonora proprio quando la piccola si ammala. Finito il lavoro, il cowboy cede ancora una volta al suo vizio e va a bere al saloon Golden Nugget dove si lascia andare alle baldorie. Vi cerca di farlo tornare, dicendogli che la figlia sta morendo. Ma non ottiene risposta. Dopo la morte della bambina, la donna torna da suo padre, ma lui non vuole saperne di lei. Per vivere, cerca un lavoro, trovandolo come cuoca al Golden Nugget. Tom, tornato a casa, trova il triste messaggio della morte della figlia e giura da quel momento di non toccare più alcol.

Diventato cercatore d'oro (e un uomo migliore), Tom trova un filone. Ma un fuorilegge cerca di impadronirsi del suo oro: lo lega a un albero e fugge per andare a registrare a nome suo la miniera. Tom, riuscito a liberarsi, ingaggia con l'uomo una lotta furibonda, riuscendo a precederlo all'ufficio registrazioni. Nel frattempo, Vi fugge via dal saloon inseguita da due malviventi. Tom, al Golden Nugget, vede la foto della figlia morta che la moglie teneva dietro al bancone, salta a cavallo e va a cercarla, arrivando in tempo a salvarla.

## Produzione
Il film fu prodotto dalla Selig Polyscope Company.

## Distribuzione
Distribuito dalla General Film Company, il film - un cortometraggio in tre bobine - uscì nelle sale cinematografiche statunitensi il 13 maggio 1916 dopo essere stato presentato in prima il 1º maggio. In Brasile, il film prese in titolo O Transviado; in Danimarca, dove uscì l'8 febbraio 1926, quello di Postkusken fra Colorado.